# Нечаєнко Віктор Олегович
Ві́ктор Оле́гович Неча́єнко — молодший лейтенант служби цивільного захисту ДСНС.
Гасив пожежу на нафтобазі у Васильківському районі.

## Нагороди
За особисту мужність і героїзм, виявлені у захисті державного суверенітету та територіальної цілісності України, вірність військовій присязі під час бойових дій та при виконанні службових обов'язків, відзначений — нагороджений
- 10 жовтня 2015 року — орденом «За мужність» ІІІ ступеня.